# Proasellus coxalis
Proasellus coxalis là một loài chân đều trong họ Asellidae. Loài này được Dollfus miêu tả khoa học năm 1892.